# Dettifoss
A Dettifoss é uma catarata situada no parque nacional de Jökulsárgljúfur, na área de Mývatn, no nordeste da Islândia. Localiza-se no rio Jökulsá á Fjöllum, que flui do glaciar Vatnajökull. É conhecida por ser uma das maiores quedas de água da Europa, com um caudal estimado entre os 200 e os 500 m3/s, dependendo da estação do ano e do degelo do Verão.
A Dettifoss tem 100 m de largura com uma queda vertical de 48 m até ao desfiladeiro de Jökulsárgljúfur.

## Curiosidades
A composição Dettifoss (Op.57) de Jón Leifs é inspirada nesta queda de água.